# Teracotona euprepia
Teracotona euprepia là một loài bướm đêm thuộc phân họ Arctiinae, họ Erebidae.